# مدال زبابي قصير الذيل
مدال زبابي قصير الذيل (الاسم العلمي: Microgale brevicaudata)، نوع من الثدييات المنتمية إلى فصيلة المداليات. موطنه مدغشقر. موائله الطبيعية هي الغابات الجافة شبه الاستوائية أو الاستوائية وغابات الأراضي الرطبة شبه الاستوائية أو الاستوائية. وهو مهدد بفقدان الموائله.